# Spolas sociabilis
Spolas sociabilis är en stekelart som först beskrevs av Perkins 1910.  Spolas sociabilis ingår i släktet Spolas och familjen brokparasitsteklar. Inga underarter finns listade i Catalogue of Life.